# Selorejo (Ngunut)
Selorejo is een bestuurslaag in het regentschap Tulungagung van de provincie Oost-Java, Indonesië. Selorejo telt 1965 inwoners (volkstelling 2010).